# Лю Янь (Восточная Хань)
Лю Янь (кит. трад. 劉焉, упр. 刘焉, пиньинь Liú Yān, ?-194), взрослое имя Цзюньла́н (кит. 君郎) — военный и политический деятель периода конца империи Хань.
Лю Янь был потомком Лю Юя, который был пятым сыном императора Цзин-ди и носил титул «князь Лу». Эта ветвь рода Лю была мощной и влиятельной, а сам Лю Янь оказался хорошим администратором, и он быстро сделал карьеру при дворе, достигнув поста тайчана (распорядителя императорских церемоний). Во время правления императора Лин-ди двор стал опасным с политической точки зрения местом, и Лю Янь решил, что настала пора держаться от него подальше. В 188 году он убедил императора, что причиной не прекращающихся крестьянских восстаний является то, что у местных властей не хватает власти, и по совету Лю Яня император издал указ, в соответствии с которым должность «инспектора» была заменена на «губернатора», а занимающие эту должность люди получили право сбора налогов и командования войсками на подвластной им территории. По совету Дун Фу, Лю Янь попросил назначение на должность губернатора провинции Ичжоу (益州, занимала Сычуаньскую котловину), которая в то время считалась одной из самых отдалённых и отсталых провинций. Получив это назначение, он отправился туда с собственной армией.
Когда он прибыл к месту службы, Ма Сян и Чжао Чжи подняли в Ичжоу восстание, объявив себя сторонниками «войск в жёлтых повязках». Оперевшись на влиятельные местные кланы, Лю Янь смог набрать армию и подавить восстание.
После смерти в 189 году императора Лин-ди в стране начался политический кризис, и Лю Янь решил стать независимым правителем. Первым делом он отправил Чжан Лу и Чжан Сю с войсками, чтобы отобрать у губернатора Су Гу область Ханьчжун. Чжан Лу убил Чжан Сю, взял под свой контроль его армию, и объединёнными войсками разгромил Су Гу, после чего образовал в Ханьчжуне независимое государство, отделившее Ичжоу от территорий, контролируемых центральным правительством.
Затем Лю Янь стал укреплять свою власть в Ичжоу. Он казнил глав десяти богатых местных кланов, обладавших собственными военными отрядами, но прочие объединились под руководством Цзя Луна и восстали. Лю Ян смог подавить их восстание, а также отразить набег цянов.
В 194 году, когда после смерти Дун Чжо столица империи Хань Чанъань оказалась под контролем Ли Цзюэ и Го Сы, трое сыновей Лю Яня — Лю Фань, Лю Дань и Лю Чжан — находились там, занимая различные государственные должности. Лю Янь присоединился к силам Хань Суя и Ма Тэна, и объединённые войска попытались атаковать столицу, рассчитывая на поддержку сыновей Лю Яня изнутри. Однако нападение было отбито, Лю Фань и Лю Дань были схвачены при попытке бегства из Чанъаня и замучены до смерти силами Ли Цзюэ; Лю Чжану удалось спастись, и он присоединился к отцу, вернувшемуся в Ичжоу.
Летом того же года резиденцию Лю Яня в Мяньчжу поразила молния и она сгорела, после чего ему пришлось перенести свою резиденцию в Чэнду. Вскоре после этого третий по старшинству сын Лю Яня — Лю Мао — умер от болезни. Потрясённый потерей трёх сыновей за короткое время, Лю Янь слёг и вскоре скончался. После его смерти контроль над Ичжоу перешёл в руки его самого младшего (и единственного выжившего) сына Лю Чжана.